# Lampada a catodo cavo

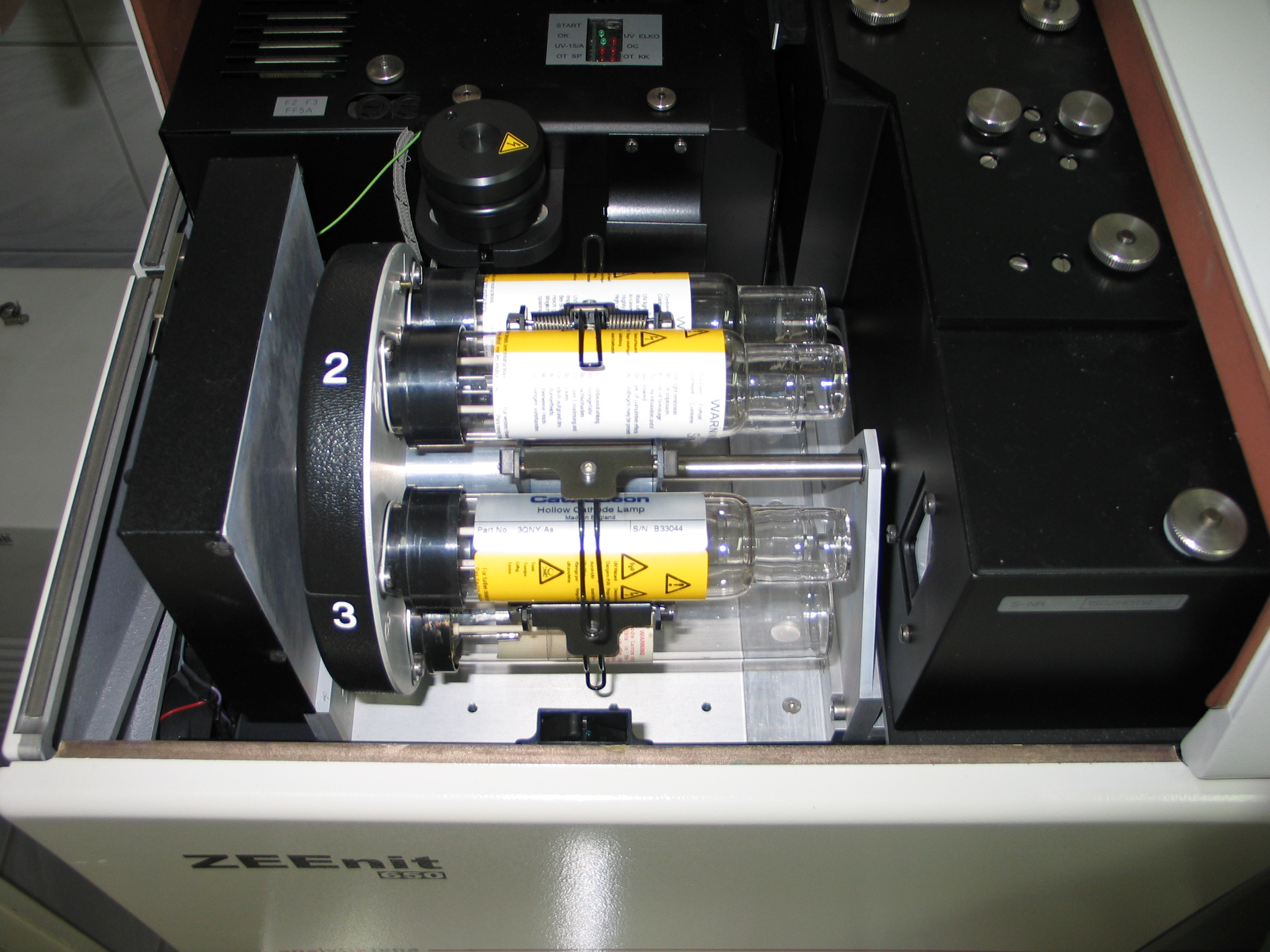
Alloggiamento delle lampade a catodo cavo all'interno di uno spettrometro di assorbimento atomico

Rappresentazione schematica di una lampada a catodo cavo

La lampada a catodo cavo, sigla HCL, dall'inglese hollow cathode lamp, è un tipo di lampada usata come sorgente nella spettroscopia di assorbimento atomico. La sua peculiarità principale consiste nel fornire una radiazione elettromagnetica di lunghezza d'onda precisa e dall'ampiezza di banda molto ristretta, necessaria per ottenere lo spettro di assorbimento a righe tipico degli atomi.
Può essere di due tipi: monoelemento o multielemento. Le lampade monoelemento sono costruite utilizzando un catodo formato dallo stesso elemento che si intende analizzare, mentre quelle multielemento consentono l'analisi simultanea di più elementi chimici. La maggior parte degli spettrometri usa un banco di lampade a singolo elemento.

## Principio di funzionamento
La lampada è costituita da un bulbo di vetro o quarzo (nel caso di radiazione ultravioletta) all'interno del quale è contenuto un gas inerte (come l'argon o l'elio) a bassa pressione e una lamina ricurva di un metallo che si vuole analizzare.
Una grande differenza di potenziale applicata tra anodo e catodo,  ionizza il gas e lo trasforma in plasma.
Sotto l'effetto del campo elettrico gli ioni positivi del gas vengono accelerati verso il catodo e lo colpiscono.
In seguito a queste collisioni, alcuni atomi del catodo vengono estratti (sputtering) e si mescolano al gas inerte.
Questi atomi passano a uno stato eccitato collidendo con le altre particelle prodotte durante la ionizzazione e ritornando allo stato fondamentale, emettono successivamente fotoni di lunghezza d'onda caratteristica. Mediante il medesimo processo anche gli atomi del gas inerte possono emettere fotoni ad una (diversa) lunghezza d'onda caratteristica.
Siccome le lunghezze d'onda caratteristiche dei fotoni emessi dagli atomi del catodo e del gas inerte sono tipicamente lontane è possibile usare un monocromatore per selezionare i primi e fermare i secondi.
La luce monocromatica così prodotta può essere utilizzata per misurare la presenza di un elemento (quello del catodo) in un campione di un materiale, tipicamente nella tecnica chiamata spettroscopia di assorbimento atomico.
La radiazione monocromatica  passa attraverso il campione e la luce risultante passa a un fotorivelatore, che genera una corrente elettrica dalla cui intensità è possibile risalire alla quantità di analita.
Le lampade a catodo cavo hanno una durata limitata in funzione della loro usura e per poterne prolungare il corretto funzionamento è necessario utilizzare le intensità di corrente raccomandate dal produttore.